# Apelo de Estocolmo

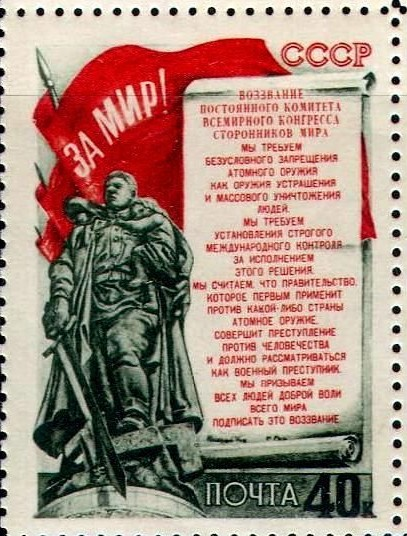
Selo soviético de 1951 com o texto integral do apelo.

O Apelo de Estocolmo foi uma iniciativa lançada pelo Conselho Mundial da Paz em 19 de março de 1950 para promover o desarmamento nuclear e prevenir a guerra atômica.

## Antecedentes
Em 15 de março de 1950, o Conselho Mundial da Paz aprovou o Apelo de Estocolmo, pedindo a proibição absoluta das armas nucleares. O recurso foi iniciado pelo físico francês, comunista e laureado com o Nobel de Química de 1935 Frédéric Joliot-Curie. Cerca de duas semanas após o início da Guerra da Coréia, a primeira publicação da iniciativa chamada Peacegram afirmou que o apelo já conquistou 1,5 milhão de signatários. O total de petições recolhidas teria sido assinada por 273 470 566 pessoas (incluindo toda a população adulta da União Soviética). O apelo também foi assinado por muitas figuras públicas proeminentes, artistas e intelectuais. O texto do recurso dizia:
Exigimos a proibição das armas atômicas como instrumentos de intimidação e assassinato em massa de povos. Exigimos um rígido controle internacional para fazer cumprir essa medida.
Acreditamos que qualquer governo que primeiro usar armas atômicas contra qualquer outro país estará cometendo um crime contra a humanidade e deve ser tratado como um criminoso de guerra.

Apelamos a todos os homens e mulheres de boa vontade em todo o mundo para assinarem este apelo.

## Respostas anticomunistas
Os Estados Unidos rejeitaram o Apelo de Estocolmo, com o secretário de Estado dos EUA, Dean Acheson, classificando-o como "um truque de propaganda na espúria 'ofensiva de paz' da União Soviética".
Os anticomunistas na França responderam ao Apelo de Estocolmo (francês: L'Appel de Stockholm) criando o grupo Paix et Liberté para combater a propaganda comunista com a sua própria: um de seus primeiros cartazes foi La Pelle de Stockholm ("The Spade de Estocolmo") expondo os túmulos dos países da Europa Oriental que haviam sido subjugados pelos soviéticos.

## Signatários notáveis
- Jorge Amado, escritor brasileiro e membro da Academia Brasileira de Letras
- Herbert Aptheker, historiador americano e ativista político
- Louis Aragon, poeta francês
- Pierre Benoit, romancista francês e membro da Académie française
- Leonard Bernstein, compositor e maestro americano
- Rudolf Carnap, filósofo alemão e defensor do positivismo lógico
- Marcel Carné, diretor de cinema francês
- Marc Chagall, artista russo-francês
- Maurice Chevalier, ator francês e cantor de cabaré
- Jacques Chirac, político francês e mais tarde presidente da França (1995-2007)
- Frank Marshall Davis, jornalista americano, poeta e ativista
- WEB Du Bois, sociólogo, historiador e ativista americano
- James Gareth Endicott, clérigo canadense e missionário cristão
- Ilya Ehrenburg, escritor judeu-soviético, jornalista e historiador
- Lion Feuchtwanger, romancista e dramaturgo judeu-alemão
- Vincent Glinsky, escultor americano
- Dashiell Hammett, romancista e roteirista americano
- Leo Hurwitz, documentarista americano
- Frédéric Joliot-Curie, físico francês, Prêmio Nobel de Química de 1935 e Presidente do Conselho Mundial da Paz (1950-1958)
- Lionel Jospin, político francês e mais tarde primeiro-ministro da França (1997-2002)
- Alfred E. Kahn, jornalista americano, editor e chefe da Ordem Fraternal do Povo Judeu
- Rockwell Kent, pintor e artista gráfico americano
- Robert Lamoureux, ator francês, roteirista e diretor de cinema
- Artur Lundkvist, autor sueco, crítico e membro da Academia Sueca
- Thomas Mann, escritor alemão, ensaísta e Prêmio Nobel de Literatura
- Moa Martinson, autora sueca de literatura proletária
- Henri Matisse, pintor e escultor francês
- Yves Montand, ator e cantor ítalo-francês
- Pablo Neruda, poeta chileno, diplomata e Prêmio Nobel de Literatura de 1971
- Noël-Noël, ator e roteirista francês
- Erwin Panofsky, historiador de arte judeu-alemão
- Charlie Parker, saxofonista e compositor de jazz americano
- Gérard Philipe, ator francês de teatro e cinema
- Pablo Picasso, pintor, escultor e poeta espanhol
- Jacques Prévert, poeta e roteirista francês
- Pierre Renoir, ator francês de teatro e cinema
- Muriel Rukeyser, poeta e ativista americano-judaico
- Armand Salacrou, dramaturgo francês
- George Bernard Shaw, dramaturgo irlandês, crítico e ativista
- Dmitri Shostakovich, compositor e pianista soviético
- Simone Signoret, atriz de cinema francês
- Michel Simon, palco suíço e ator de cinema
- Henri Wallon, psicólogo francês, filósofo e político
- Harry F. Ward, ministro metodista inglês-americano e socialista cristão
- Maria Wine, poeta sueco-dinamarquês
- Urho Kekkonen, primeiro-ministro finlandês
- Vittorio Emanuele Orlando, ex-primeiro-ministro italiano
- Lázaro Cárdenas, ex-presidente do México